# Музей грошей Грузії
Музей грошей Грузії (груз. ფულის მუზეუმი) — грузинська установа культури нумізматичного профілю.

## Експозиція
Експозиція музею охоплює історію грошового обігу в Грузії, починаючи з VI ст. до н. е. і по цей час. У музеї також представлені різні грошові знаки інших країн світу.

## Історія
Відкритий Національним банком Грузії у своїх приміщеннях (у Тбілісі, вулиця Георгія Леонідзе, 3) до 10-ї річниці незалежності країни (2001). Основою зібрання музею стали колекції музею нумізматики, що існував у Грузинській РСР з 1981 по 1989 рік.
Згодом переведений у Кварелі, місце, де народився Ілля Чавчавадзе, з яким пов'язаний розвиток банківської справи в Грузії.